# Klaus Blessing
Klaus Blessing (* 24. September 1936 in Liegnitz) ist ein deutscher Autor politischer Sachbücher und ehemaliger Politiker und Funktionär der Sozialistischen Einheitspartei Deutschlands (SED) in der Deutschen Demokratischen Republik (DDR). Er war Leiter der Abteilung Maschinenbau des Zentralkomitees (ZK) der SED und 1989/90 stellvertretender Minister für Schwerindustrie der DDR.

## Leben
Blessing, Sohn eines kaufmännischen Angestellten, begann nach der Oberschule, dem Studium der Betriebswirtschaft an der Universität Leipzig und dem Diplom als Wirtschaftswissenschaftler 1958 im VEB Maxhütte als Betriebswirtschafter zu arbeiten. Bis 1966 besuchte er die Ingenieurschule für Automatisierung und Werkstofftechnik in Hennigsdorf und war dann bis 1968 Abteilungsleiter im VEB Eisenerz-Roheisen. 1967 trat er in die SED ein.
Von 1968 bis 1970 war Blessing Bereichsleiter im VEB Eisenhüttenkombinat in Eisenhüttenstadt und danach bis 1979 Leiter der Abteilung Planung und Ökonomie im Ministerium für Erzbergbau, Metallurgie und Kali (MEMK) der DDR. 1979/80 studierte Blessing an der Parteihochschule „Karl Marx“. Von 1980 bis 1986 war er Staatssekretär im MEMK. In Nachfolge von Gerhard Tautenhahn war Blessing von März 1986 bis Dezember 1989 Leiter der Abteilung Maschinenbau des ZK der SED.
Nach der Wende und friedlichen Revolution in der DDR war Blessing von Dezember 1989 bis zum Rücktritt der Regierung Hans Modrow am 12. April 1990 stellvertretender Minister für Schwerindustrie.
Blessing beschreibt in diversen Schriften die DDR und widerspricht den Aussagen, die die DDR als ökonomisch pleite darstellen. Er war Mitautor eines 2013 erschienenen Buches über Joachim Gauck, das in der Zeit als „hanebüchene Abrechnung“ rezensiert wurde. Im Tagesspiegel urteilte Antje Sirleschtov: „Beide Autoren beurteilen Gaucks Person und seine Befähigung zum Präsidentenamt aus der Sicht derjenigen Verantwortungsträger des DDR-Systems, die Gauck als Kopf der Stasi-Unterlagenbehörde nach dem Ende der DDR ans Licht der Öffentlichkeit gezerrt hat. Betroffene mithin, deren lautere und aufklärerische Motive in Zweifel gezogen werden dürfen.“ Eine Fortsetzung – erneut zusammen verfasst mit Manfred Manteuffel – erschien 2015 unter dem Titel Joachim Gauck. Der falsche Mann? Neue Fakten und Merkwürdigkeiten.

## Auszeichnungen
- Vaterländischer Verdienstorden in Bronze (1984) und in Silber (1986)

## Schriften (Auswahl)
- (mit Klaus Oppermann): Ökonomie der Metallurgie. Deutscher Verlag für Grundstoffindustrie, Leipzig 1984.
- Ist sozialistischer Kapitalismus möglich? Erfahrungen und Schlußfolgerungen aus zwei Gesellschaftssystemen. Edition Ost, Berlin 2003, ISBN 3-360-01043-4.
- Die Schulden des Westens: Was hat die DDR zum Wohlstand der BRD beigetragen? Edition Ost, Berlin 2010, ISBN 978-3-360-01816-8.
- (mit Manfred Manteuffel): Joachim Gauck. Der richtige Mann? Edition Berolina, Berlin 2013, ISBN 978-3-86789-803-4.[4]
- Die sozialistische Zukunft. Kein Ende der Geschichte! Eine Streitschrift. Edition Berolina, Berlin 2014, ISBN 978-3-86789-831-7.
- (mit Wolfgang Kuhn): Die zementierte Spaltung. Der Osten bleibt abgehängt. Fakten, Zahlen, Statistiken. Edition Berolina, Berlin 2014, ISBN 978-3-95841-000-8.
- (mit Manfred Manteuffel): Joachim Gauck. Der falsche Mann? Neue Fakten und Merkwürdigkeiten. Edition Berolina, Berlin 2015, ISBN 978-3-95841-012-1.